# Orchestre symphonique de la MDR
L’Orchestre symphonique de la MDR, connu internationalement sous le nom de MDR-Sinfonieorchester, est un orchestre symphonique allemand fondé en 1924, basé à Leipzig, dépendant de la Mitteldeutscher Rundfunk (MDR).

## Historique
L'Orchestre symphonique de la MDR de Leipzig est fondé en 1924.
Il succède à l'Orchestre du Konzertverein, formé en 1915 et dirigé en 1921 et 1922 par Hermann Scherchen. Durant la Seconde guerre mondiale, il est dissous en 1941 puis reconstitué en 1945.
Jusqu'en 1992, la formation porte le nom d'Orchestre symphonique de la radio de Leipzig (Rundfunk-Sinfonieorchester, Leipzig).
En 2019, Dennis Russell Davies est nommé chef principal de l'Orchestre, pour succéder à Kristjan Järvi à compter de la saison 2020-2021.

## Chefs permanents
Comme chefs permanents de l'orchestre se sont succédé :
- Alfred Szendrei (en) (1924-1932) ;
- Carl Schuricht (1931-1933) ;
- Hans Weisbach (en) (1934-1939) ;
- Reinhold Merten (de) (1939-1944) ;
- Fritz Schröder (1945-1946) ;
- Gerhart Wiesenhütter (de) (1946-1948) ;
- Hermann Abendroth et Gerhard Pflüger (en) (1946-1956) ;
- Herbert Kegel (1960-1978) ;
- Wolf-Dieter Hauschild (en) (1978-1985) ;
- Max Pommer (en) (1987-1991) ;
- Daniel Nazareth (en) (1992-1996) ;
- Manfred Honeck, Fabio Luisi et Marcello Viotti (1996-1999) ;
- Fabio Luisi (1999-2007) ;
- Jun Märkl (2007-2012) ;
- Kristjan Järvi (2012-2018) ;
- Dennis Russell Davies (depuis 2020[4]).

## Créations
L'Orchestre symphonique de la MDR est le créateur de plusieurs œuvres, de Theo Brandmüller (Concerto pour orgue, 1991), Jean-Luc Darbellay (Ein Schweitzer Requiem, 2005), Edison Denisov (Concerto pour violoncelle, 1973 ; Concerto pour piano, 1978), Paul Dessau (Deutsches Miserere, 1966), Paul-Heinz Dittrich (en) (Etym, 1984), Paul-Heinz Dittrich/Sofia Goubaïdoulina/Marek Kopelent (Laudatio pacis, 1993), Peter Herrmann (en) (Symphonie no 3 « Grösse und Elend », 1986), Wilfried Krätzschmar (en) (Heine-Szenen, 1983), Luca Lombardi (en) (Symphonie no 2, 1983), Krzysztof Penderecki (Concerto pour violon no 2, commande, 1995), Friedrich Schenker (en) (Fanal Spanien 1936, 1981), Karl Ottomar Treibmann (en) (Symphonie no 4, 1989), et Udo Zimmermann (L'Homme, 1972), notamment.